# ۳۸۱ (پیش از میلاد)
۳۸۱ (پیش از میلاد) ۳۸۱مین سال قبل از تقویم میلادی است.